# Satyricon
Il Satyricon è un romanzo prosimetrico della letteratura latina, attribuito a Petronio Arbitro (I secolo d.C.). La frammentarietà e la lacunosità del testo pervenuto in età moderna hanno compromesso una comprensione più precisa dell'opera.
I manoscritti che tramandano l'opera sono discordanti riguardo al titolo, riportandone diversi: Satiricon, Satyricon, Satirici o Satyrici (libri), Satyri fragmenta, Satirarum libri. È consuetudine, però, riferirsi all'opera di Petronio con il titolo di Satyricon, da intendersi probabilmente come genitivo plurale di forma greca (dov'è sottinteso libri), analogamente ad altre opere del periodo classico (come le Georgiche di Virgilio e le “Metamorfosi” di Ovidio). 
Si tratterebbe dunque di "Libri di cose da satiri", cioè "Racconti satireschi", perché connessi alla figura del satiro. I codici, tuttavia, come si è detto, tramandano come titolo dell'opera anche Satirarum libri, termine che invece farebbe riferimento al genere letterario della satura latina, una forma di poesia legata alla vita quotidiana, con le sue difficoltà e le sue miserie. Ad ogni modo, si concorda nel definire il genere dell'opera come comico-satirico a giudicare dal carattere licenzioso ed erotico.

## Caratteristiche generali

### Identità dell'autore

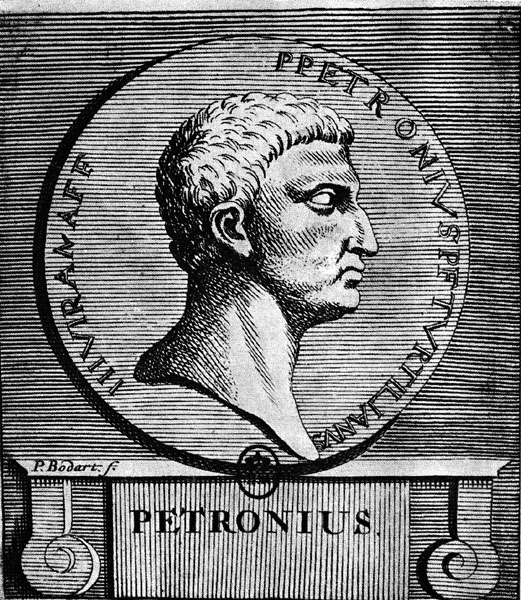
Ritratto ideale di Petronio

L'identità dell'autore dell'opera non è certa, dal momento che il testo non fornisce elementi precisi per identificarlo in modo inequivocabile. L'indicazione fornita dai manoscritti è, infatti, limitata al solo nomen dell'autore, ovvero Petronio, senza alcun'altra indispensabile specificazione. Se in passato furono elaborate ipotesi divergenti sull'identità del fantomatico autore dell'opera, attualmente si è piuttosto concordi nell'ascriverne la paternità alla figura di Tito Petronio Nigro, detto anche arbiter elegantiae/elegantiarum ("arbitro d'eleganza/eleganze"), personaggio di spicco della corte di Nerone, improvvisamente caduto in disgrazia presso l'imperatore a causa di una sua presunta implicazione nella congiura pisoniana e, per via di ciò, condannato al suicidio nel 66. Di lui e della sua vicenda ci parla Tacito nei suoi Annales (Ann. 16, 18-19), benché il celebre storico non faccia mai riferimento a lui come letterato o anche all'opera in questione. Se tale identificazione fosse comunque corretta, costituirebbe un'ulteriore prova a sostegno di una datazione dell'opera al I secolo, attorno al 60 d.C., che, nonostante alcune opposizioni, trova larga conferma nelle numerose allusioni nel corpo dell'opera a fatti e persone dell'epoca neroniana - il cantante Apelle, il citaredo Menecrate e il gladiatore Petraite -, così come per altri dati di natura linguistica.
Difatti, anche se nel romanzo non sono riscontrabili elementi diretti capaci di fornire una precisa datazione, la discussione tra Encolpio e Agamennone sul declino dell'eloquenza fa supporre che l'opera sia del I secolo d.C., in quanto questo tema fu affrontato anche da Seneca il Vecchio e da Quintiliano.
Inoltre Eumolpo, dopo il naufragio della nave di Lica, recita un Bellum Civile ricollegabile all'omonimo poema di Lucano.

### Frammentarietà dell'opera

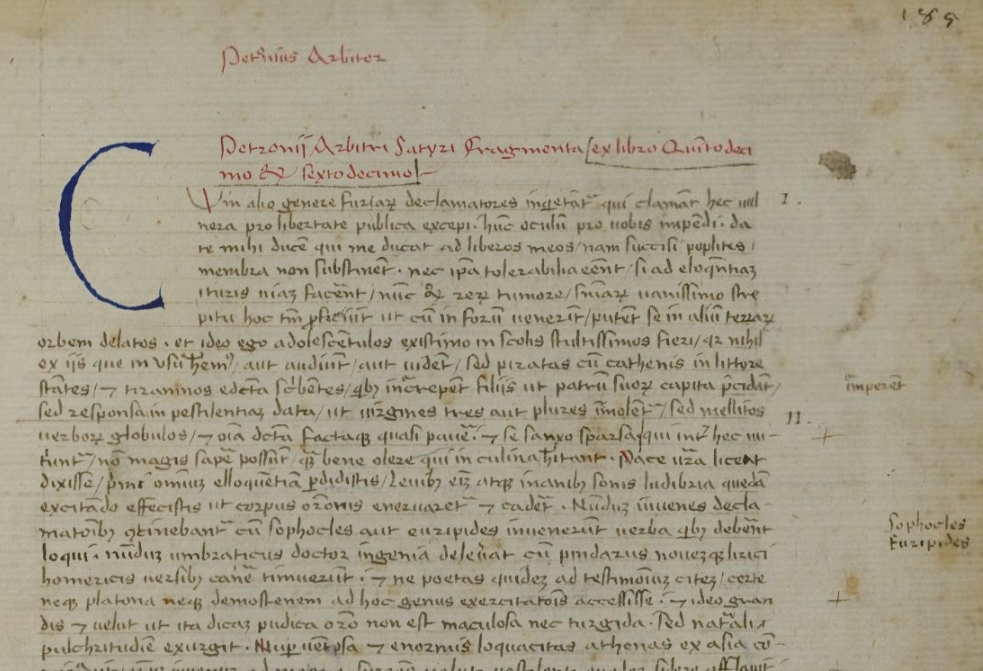
L'incipit dei frammenti tramandati dal manoscritto di Traù

L'opera ci è giunta in forma frammentaria e lacunosa. Stando ai codici, il Satyricon, nella sua forma integrale, doveva essere molto ampio: le uniche parti pervenuteci risultano essere svariati frammenti dei libri XIV e XVI, giunteci in gran parte grazie all'opera di preservazione dei manoscritti antichi degli scriptoria delle abbazie di Fleury, di Auxerre e di Orléans, in Francia, e l'intero libro XV, quest'ultimo scoperto nel 1650 in una biblioteca di Traù, in Dalmazia, e contenente la celeberrima Cena Trimalchionis ("Cena di Trimalchione"). Il libro della Cena, però, era già stato scoperto da Poggio Bracciolini in un codice di Colonia, in Germania, nel 1423 del quale si era fatto fare una copia; da questa copia deriva il codice ritrovato a Traù.
L'inizio e la fine della storia narrata sono di fatto impossibili da ricostruire in modo soddisfacente. Gli studiosi hanno suddiviso i frammenti tramandati in 141 capitoli. I frammenti giunti sino a noi sono stati poi divisi in due principali categorie: gli Excerpta brevia ("escerti brevi"), caratterizzati da una predilezione per le parti in versi rispetto a quelle in prosa e dalla completa rimozione di scene a contenuto pederastico, e gli Excerpta longa ("escerti lunghi"), caratterizzati invece da una molto più ampia parte del testo originale, tratta da una copia risalente al XII secolo integrata poi, nel corso del secolo successivo, con i testi degli excerpta brevia e altre varie miscellanee, in modo tale da ricreare il testo originale nella forma più completa possibile.
La mancata trasmissione completa dell'opera è probabilmente attribuibile alla licenziosità dell'argomento trattato e al crudo realismo delle situazioni descritte, che, agli occhi di un potenziale lettore dell'epoca, non dovevano certamente produrre un'immagine moralmente edificante della Roma imperiale.

## Trama

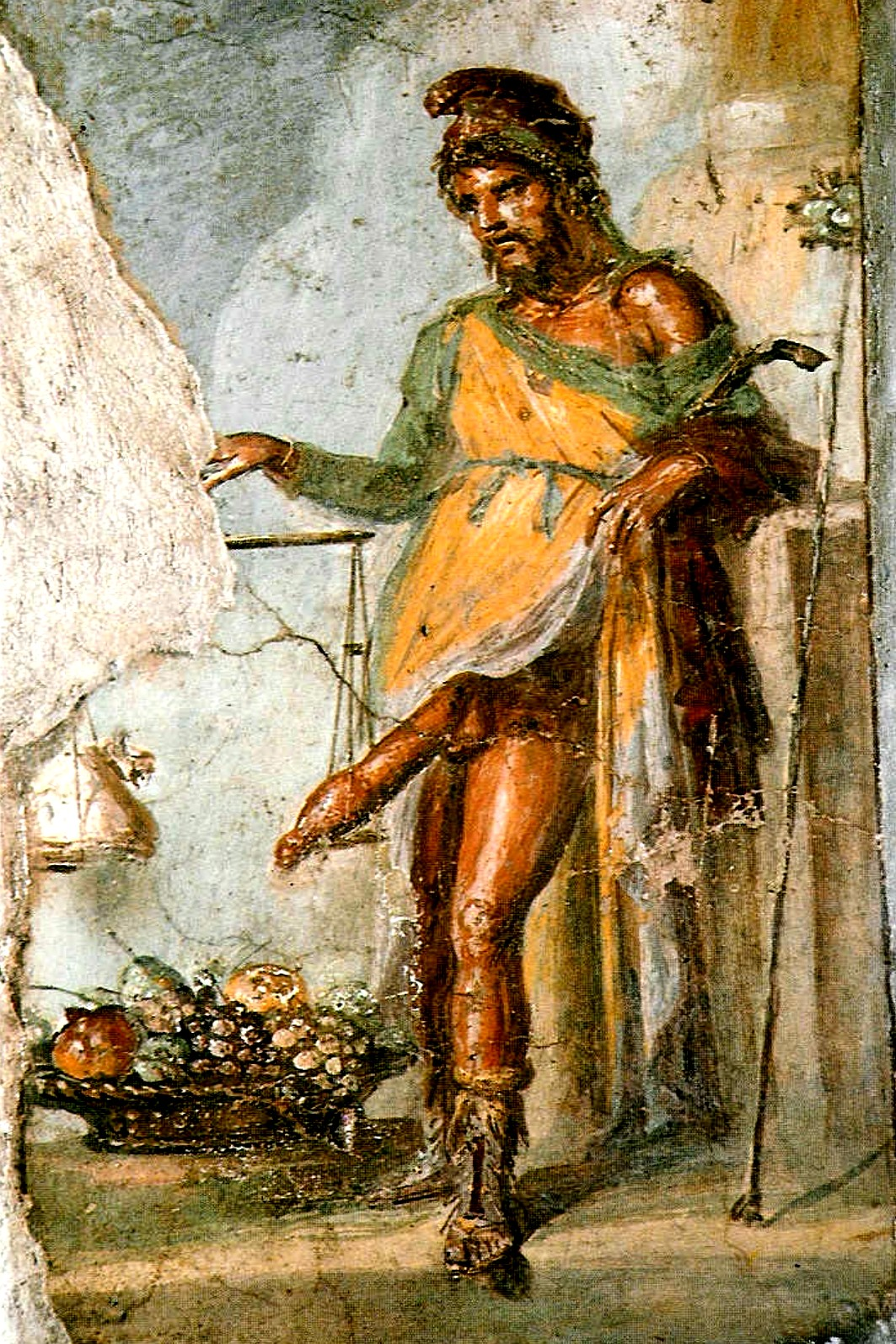
Il dio Priapo, causa degli insuccessi erotici di Encolpio

L'opera è incentrata sulle vicissitudini del narratore in prima persona Encolpio, un giovane studente di retorica colto e sfaccendato, del suo efebico servo Gìtone, col quale intrattiene un'intensa relazione, e dell'infido amico-nemico Ascilto.
Quanto accaduto nell'antefatto per noi perduto è deducibile da riferimenti contenuti nel testo superstite. In particolare, Encolpio aveva commesso un imprecisato oltraggio nei confronti della divinità fallica Priapo, che quindi prende a perseguitarlo provocandogli una serie di tragicomici insuccessi erotici.

### Capitoli 1-26
La narrazione tràdita si apre in una Graeca urbs della Campania, nei pressi di una scuola di retorica, dove Encolpio e l'anziano retore Agamennone stanno dibattendo fervidamente sull'inesorabile declino dell'arte dell'eloquenza. A un certo punto Encolpio si accorge che il suo compagno di viaggio Ascilto si è defilato e perciò, approfittando del sopraggiungere degli allievi, si congeda dalla scuola per andare a cercarlo. Persosi dopo un infruttuoso girovagare per la labirintica città campana, il giovane chiede ingenuamente indicazioni a un'anziana sconosciuta, la quale lo conduce a sua insaputa in un lupanare, dove però si imbatte proprio in Ascilto, anch'egli condotto lì con un inganno. Riusciti a venirne fuori, i due tornano alla locanda in cui alloggiano e dove trovano ad attenderli Gitone; iniziano i primi contrasti tra Encolpio ed Ascilto, in quanto anche quest'ultimo è interessato alle grazie del ragazzo e ha iniziato a corteggiarlo aggressivamente. Smorzati temporaneamente gli animi, sul calare della sera i due si recano nel foro, ove sfiorano lo scoppio d'una rissa da strada per riuscire a recuperare da un contadino una vecchia tunica di loro possesso, nella quale avevano occultato delle monete d'oro trafugate in un precedente avvenimento della narrazione a noi non pervenutoci. Una volta risolta la faccenda in proprio favore, i due tornano alla locanda, dove però vengono presto raggiunti da Quartilla, sacerdotessa di Priapo, scortata dall'ancella Psiche e dalla giovinetta Pannichide. Ottenuta la garanzia che i due non riveleranno i segreti del dio, cui avevano assistito in precedenza, Quartilla è soddisfatta e annuncia di aver appositamente occupato l'intero albergo con il suo corteo di schiavi eunuchi, coinvolgendo i giovani in riti sessuali, in cui Encolpio dà misera prova di sé. Mentre i protagonisti riposano, e due schiavi siriaci tentano (senza successo) di appropriarsi dell'argenteria, Quartilla decide che Gitone si unisca a Pannichide: nonostante le obiezioni di Encolpio per la giovanissima età di lei, i due giovinetti vengono chiusi in una stanza nuziale e l'atto viene consumato, mentre Quartilla costringe Encolpio ad assistere da una fessura, al contempo titillandolo. Una volta soddisfatta la richiesta della sacerdotessa, ella si congeda lasciando i protagonisti ormai esausti a riposarsi. È intanto giunto il giorno convenuto: grazie ad Agamennone, infatti, i tre giovani hanno ricevuto un invito dal ricchissimo Trimalchione. I tre si recano alle terme locali per rinfrescarsi, ove trovano proprio il loro ospite: dato che è ormai ora di cena, i tre si avviano e lo seguono nella sua casa.

### Capitoli 27-78 (Cena Trimalchionis)

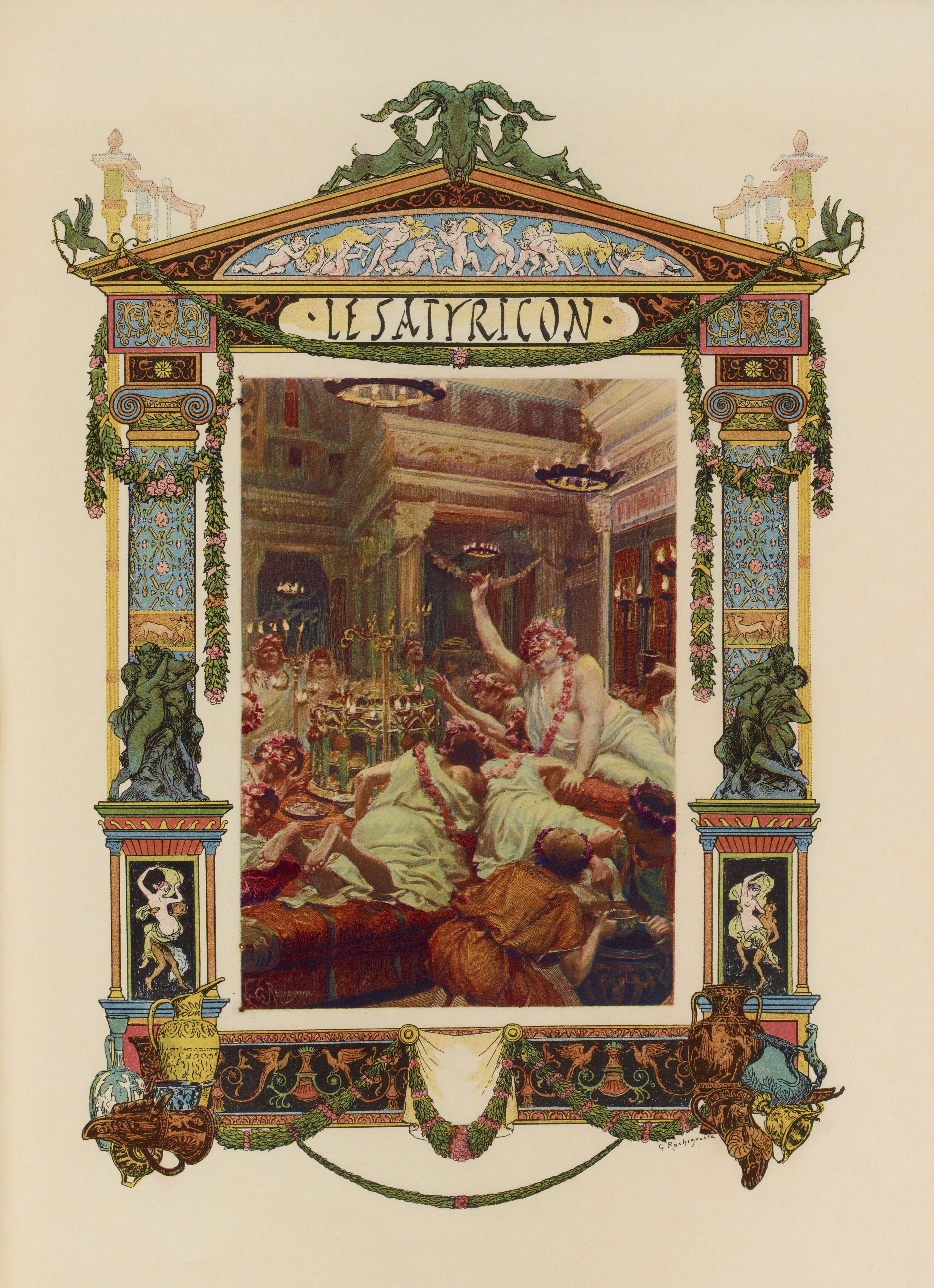
La cena di Trimalchione, illustrazione di Georges-Antoine Rochegrosse per un'edizione francese (1910)

Il racconto si sposta dunque a casa di Trimalchione, un rozzo ed eccentrico liberto arricchitosi immensamente con l'attività commerciale, dove i tre giovani si trovano invitati a uno dei suoi sfarzosi e luculliani banchetti. Qui si apre la scena della famigerata Cena Trimalchionis che, occupando quasi la metà dell'intero scritto pervenutoci, costituisce per noi la parte centrale dell'opera. Al convivio sono ospiti, oltre ai tre giovani, anche il retore Agamennone (che, pur prendendo spesso parte ai banchetti organizzati da Trimalchione, nutre segretamente disprezzo nei suoi riguardi) e altri vari personaggi dello stesso ceto sociale del padrone di casa. La portata del cibo è spettacolare e altamente coreografica, accompagnata dai giochi acrobatici della servitù e dai racconti tra i commensali. I convitati intrattengono poi una lunga conversazione, che tocca i più svariati argomenti: la ricchezza e gli affari di Trimalchione, l'inopportunità dei bagni, la funzione sociale dei riti funebri, le condizioni climatiche e l'agricoltura, la religione e i giovani, i giochi pubblici, i disturbi intestinali, il valore del vetro, il fato, i monumenti funebri, i diritti umani degli schiavi. Il tutto offre uno spaccato vivace e colorato, non senza punte di chiara volgarità, della vita di quel particolare ceto sociale. Con l'arrivo di Abinna (accompagnato dalla moglie, Scintilla, grande amica della moglie di Trimalchione, Fortunata), costruttore impegnato nella realizzazione del maestoso monumento funebre di Trimalchione, quest'ultimo decide d'inscenare il proprio funerale, costringendo tutti gli astanti ad agire e comportarsi come se fossero stati invitati al suo banchetto funebre; i giovani, disgustati dal grottesco spettacolo, approfittano della confusione per fuggire.

### Capitoli 79-98
Tornati a casa verso sera, Encolpio cade preda di un profondo sonno, a causa del troppo vino bevuto, e Ascilto ne approfitta per concupire con Gitone. Sorpresili a letto nudi, il mattino seguente, Encolpio rompe l'amicizia che lo vincolava ad Ascilto, al quale propone dunque di dividersi i loro beni comuni e d'intraprendere ognuno la propria strada; ma, al momento di dividersi, Gitone sceglie di stare con Ascilto, lasciando Encolpio solo e disperato. Vagando senza meta per le strade della città, meditando addirittura di vendicarsi a fil di gladio dei suoi compagni traditori, il giovane si ritrova in una pinacoteca, dove fa la conoscenza di Eumolpo, un vecchio e squattrinato letterato, al quale il giovane finirà per confessare tutte le proprie disavventure. Notato poi l'interesse di Encolpio per un quadro raffigurante la presa di Troia, l'attempato poeta gliene declama il resoconto in versi (è la celebre Troiae halosis), che però non incontra i favori dei visitatori presenti che, infuriati, costringono dunque i due a una repentina fuga. Divenuti ormai amici, Encolpio invita il suo nuovo compagno d'avventure a cena ma, sulla via del ritorno, si imbattono in Gitone che, scappato dalle grinfie di Ascilto, implora il suo ex padrone e amante di riprenderlo con sé; Encolpio accetta e, con l'aiuto di Eumolpo, riesce a sottrarlo ad Ascilto con l'inganno.

### Capitoli 99-124
Nei frammenti successivi, Encolpio, Gitone ed Eumolpo si imbarcano su una nave che, come scoprirà con sgomento il protagonista, si trova sotto il comando del temibile Lica di Taranto, una vecchia conoscenza del giovane; sulla nave è presente anche Trifena, una ricca nobildonna da cui Gitone sembra nascondersi. I due giovani, vestendosi con dei cenci e rasandosi il capo a zero, cercano di farsi spacciare come i servi di Eumolpo, ma alla fine vengono scoperti. Encolpio e Gitone si ritrovano così a rischiare la vita, ed è solo con l'intervento di Eumolpo, riuscito a sedare gli animi con una lunga arringa difensiva in loro favore, che i giovani hanno salva la vita. Ne segue un banchetto, in cui Eumolpo diletta i convitati con alcuni racconti. La nave poi affonda a causa di una violentissima tempesta, ma i tre riescono comunque a trarsi in salvo. Naufragati sulle coste del Bruzio, Eumolpo suggerisce di recarsi a Crotone dove, stando ai suoi piani, si faranno mantenere dai cacciatori d'eredità. Durante il tragitto, Eumolpo recita ai ragazzi un poema epico sul Bellum civile ("La guerra civile") fra Gaio Giulio Cesare e Gneo Pompeo Magno.

### Capitoli 125-141
Da come si apprende dai successivi frammenti, i tre, da un po' di tempo stabilitisi a Crotone, con Eumolpo che recita la parte di un vecchio e danaroso senza figli e con Encolpio e Gitone quali suoi servi, vivono ormai nel lusso, grazie ai numerosi cacciatori d'eredità che, tra un dono e l'altro, cercano di entrare nelle grazie del vecchio poeta. Si legge poi di Encolpio che, per l'ira del dio Priapo, è ormai diventato impotente e, a causa di ciò, è divenuto bersaglio delle vendette di una sua ricca amante, Circe, che, credendosi da lui disprezzata, comincerà a perseguitarlo. Per cercare di porre rimedio alla sua debilitante condizione fisica, il giovane, dopo innumerevoli tentativi (tra cui quello di non unirsi più con l'amato Gitone), decide di rivolgersi a delle anziane e navigate maghe, Proseleno ed Enotea, che, con la scusa di praticare un rituale curativo, preparano il giovane a subire un rapporto anale, a cui Encolpio riesce a stento a scampare. Eumolpo, nel frattempo, sempre più pressato dai vari pretendenti, fa spargere la voce che sia morto e fa redigere un testamento in cui specifica che gli eredi avranno diritto alle sue sconfinate ricchezze solo se faranno a pezzi il suo corpo e se ne ciberanno in presenza del popolo. La narrazione termina dunque con gli stralci alquanto frammentari d'una conversazione tra i protagonisti che verte su famigerati casi di cannibalismo verificatisi nel corso della storia.

## Personaggi

### Encolpio
Encolpio, protagonista e narratore della vicenda, si definisce "mitomane", in quanto paragona eventi del proprio vissuto a storie del mito. Questo comportamento è legato all'educazione dei giovani basata sostanzialmente sullo studio dell'epica classica, da Omero a Virgilio, e sulle vicende ivi narrate degli eroi del mito, tutti eventi poco realistici.
Encolpio, abbandonato da Gitone, su una spiaggia ripensa al proprio vissuto proprio come Achille all'inizio dell'Iliade, meditando vendetta. I suoi propositi vengono però subito annichiliti dall'incontro con un soldato che gli chiede di quale legione sia, ma i suoi scarponcini bianchi sono una spia della sua bugia.
Giunto poi in una pinacoteca, osserva i quadri: proprio come Enea sbarcato a Cartagine vede nel tempio scene che gli ricordano la distruzione di Troia, così Encolpio si ricorda della propria delusione amorosa. Ancora, come a questo punto nell'Eneide viene introdotta Didone, così qui sopraggiunge Eumolpo.

### Trimalchione
Personaggio del romanzo decisamente degno d'interesse, rappresenta la figura del liberto arricchito, o parvenu, che pur avendo migliorato la propria condizione sociale, è rimasto rozzo e volgare. Personalità eccentrica, bizzarra, che ama ostentare la propria ricchezza e vestire in modo stravagante. Trimalchione viene infatti presentato come “lautissimus homo”, sua caratteristica è dunque la lautitia, cioè l’opulenza, la ricchezza che deriva dall’abbondanza. Allo stesso tempo vuole anche mostrare di avere cultura, e perciò quando parla con il retore Agamennone, afferma di possedere ben tre biblioteche, solo che in seguito continua dicendo che una è di greco e una di latino.
Crede che sia stata Cassandra ad aver ucciso i propri figli e non Medea; afferma che Dedalo rinchiuse Niobe nel cavallo di Troia; crede nell'esistenza di un poeta, tale Mopso Trace, confondendo evidentemente il poeta Mopso con Orfeo di Tracia; sbaglia del tutto la trama dell'Iliade: stando alla sua versione, Diomede e Ganimede sarebbero stati fratelli di Elena, poi rapita non da Paride ma da Agamennone, che le sostituì una cerva in onore della dea Diana, quindi vinse Ifigenia e la diede in moglie ad Achille: fu questo il motivo della follia di Aiace. 
Il personaggio desta interesse anche per la sua filosofia di vita. Egli è ossessionato dal tema del tempo, tanto che a casa sua squillano le trombe per ogni minuto che passa, così da far capire quanta parte di vita si è già persa. Infatti egli commissiona, nel suo testamento, l'affissione di un orologio sul suo mausoleo. Dallo stesso testamento si possono fare alcune importanti considerazioni: lo scritto si apre con una citazione evidente all’epistola 47 di Seneca, anche se nella conclusione egli vanta di non essere mai stato uditore di filosofi, configurandosi così, come è tipico per i personaggi di Petronio, come sostanzialmente non credibile; inoltre si nomina Trimalchione Mecenaziano, alludendo al ruolo di mecenate che ha sempre voluto ricoprire. Infatti, una volta ottenuta la possibilità di acquistare ogni cosa grazie alle sue immense ricchezze, Trimalchione si interessa alla cultura, in quanto unico bene non ottenibile con il denaro. Infine viene espresso il suo motto: “bene emo, bene vendo”, che si potrebbe tradurre come “compro a poco, vendo a tanto”, esplicativo dell’incredibile e contraddittoria personalità che Petronio ha creato.

## Le novelle

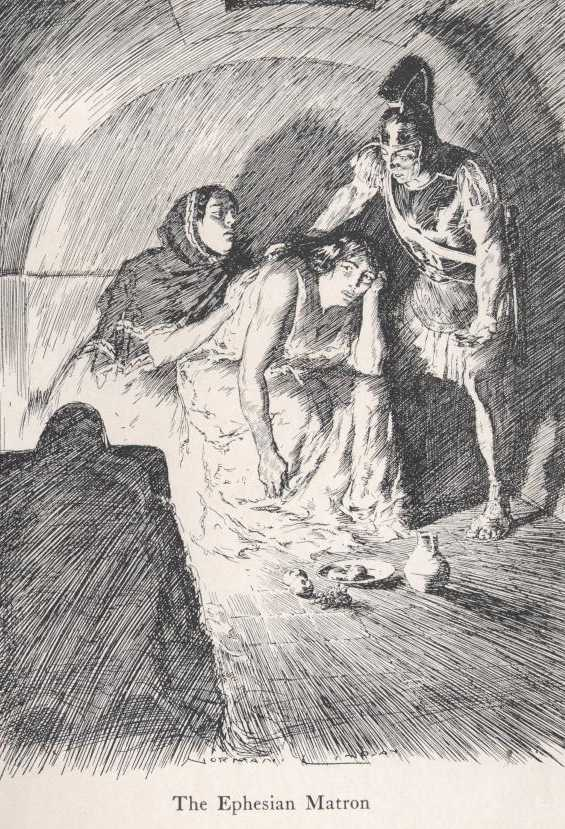
La novella della Matrona di Efeso in un'illustrazione di Norman Lindsay per un'edizione in inglese (1922)

All'interno dell'opera sono presenti cinque novelle, digressioni che ben si inseriscono all'interno del contesto narrativo del romanzo: "la Matrona di Efeso", "la novella del lupo mannaro", "la novella del vetro infrangibile", "la novella delle streghe", "la novella dell'Efebo di Pergamo".
Anche il resto dell'opera, probabilmente, si caratterizzava per l'inserzione di altri raccolti all'interno della "cornice" principale, secondo un procedimento che era tipico della fabula Milesia. Si tratta di narrazioni, episodi, racconti che si inseriscono nel canovaccio secondo l'uso delle novelle milesie, spesso con una componente licenziosa, se non apertamente erotica.
Il ruolo della cornice risulta fondamentale per capire le motivazioni che portano l'autore ad inserire la novella in quel preciso punto della narrazione: "il testo non comincia là dove è posta la situazione di partenza della novella vera e propria, né finisce là dove ne troviamo l'apparente conclusione". Risulta però difficile riuscire a comprendere ed identificare i legami di ogni novella con la cornice che la racchiude. Le novelle fanno riferimento alla fabula Milesia, di cui si hanno poche tracce, soprattutto nell'epoca di passaggio dalla letteratura tardo-latina a quella medievale. Questa transizione implicò "un trasferimento graduale, ma completo della letteratura antica dall'una all'altra forma: questa fu la prima notevole strozzatura attraverso cui i classici dovettero passare. Qualche cosa si deve essere perduto, ma è difficile specificarlo o calcolarlo".
Nelle novelle, il narratore è protagonista o testimone dei fatti narrati, diventando personaggio della propria storia.

### La Matrona di Efeso
Eumolpo, sulla nave, racconta la storia della vedova e del soldato in cui emerge il tema dell'incostanza femminile e della generale presunta inferiorità delle donne, che risulta essere tra i più adottati nel genere della novella. Si tratta di una novella non esclusivamente petroniana, in quanto lo stesso racconto viene elaborato anche in una favola dell'Appendix perottina di Fedro e in una favola in prosa del cosiddetto Romulus. L'aspetto maggiormente indagato è lo schema dei rapporti tra questi autori e le reciproche influenze.

## Tematiche

### Il labirinto
La Graeca urbs, così come la Cena Trimalchionis e la nave di Lica, sembrano richiamare un labirinto.
Encolpio si perde all'interno della città campana dov'è ambientata la prima parte dell'opera, si muove e gli sembra di ritornare sempre nel medesimo punto. Alla fine si imbatte in una vecchia, alla quale domanda "dove sto di casa", domanda stupida, che dimostra la sua imperizia del mondo fuori da un ambito scolastico. La donna equivoca il significato di queste parole e lo trascina in un lupanare, dove incontra Ascilto che pure lui si era perso.
Nella cena, invece, la casa stessa è un labirinto, dal quale i protagonisti non riescono a uscire, e così pure la lunghezza e il numero delle portate della cena, che non fanno altro che suscitare un sentimento di attesa e disattesa. Nel corso della cena, infatti, una pietanza non si dimostra mai ciò che apparentemente sembra. Inoltre proprio il cuoco di Trimalchione si chiama Dedalo.
Forse meno suggestiva è la nave di Lica, sorvegliata da un marinaio, in quanto se c'è chi sorveglia non è proprio un labirinto. Questa è comunque la tesi espressa dal latinista e filologo Paolo Fedeli.

### La morte
Il tema della morte viene affrontato attraverso la narrazione de "la novella del lupo mannaro" e la "novella delle streghe", narrate rispettivamente da Nicerote e Trimalchione. Si tratta di esempi di racconto legato alla cultura folclorica e da questa tradizione riprendono: precisa collocazione spazio-temporale dell'evento che viene narrato, presenza di un soggetto immaginario che viene inserito nel mondo reale, temporalità interna e struttura del racconto. 
La "novella del lupo mannaro" è introdotta dall'io-narrante attraverso una citazione poetica con intendo parodizzante: "haec ubi dicta dedit".
Le fabulae sono conchiuse e autosufficienti, quindi permettono di arricchire lo scenario e la storia di Trimalchione e del suo ceto di appartenenza.

## Il genere

### Pastiche
Il Satyricon di Petronio non rientra in un unico genere letterario codificato, bensì è una combinazione di generi molto diversi tra loro. È per questo definito un pastiche letterario.
L'opera è sicuramente composta sul modello della satira menippea, da cui trae la tecnica dell'amalgamazione di parti in prosa e parti in versi dal taglio satirico pungente e moraleggiante. Come deducibile dal titolo stesso, infatti, il Satyricon è anche ispirato al genere della satira. Questo è, però, realizzato attraverso un lucido distacco, privo quindi del forte intento moralistico degli autori satirici precedenti.
Allo stesso modo, il Satyricon risente pesantemente dell'influenza del mimo, genere teatrale caratterizzato dal forte realismo descrittivo. In ultima istanza, seppur molto più limitatamente, l'opera è ricollegabile anche alla fabula Milesia, dalla quale prende spunto per le macabre o licenziose novelle illustrate all'interno del romanzo (come quello della Matrona di Efeso o dell'Efebo di Pergamo), riscontrabile talvolta anche nell'utilizzo della prima persona e dell'ambientazione ionica.
Esiste infine un'ipotesi ancor più suggestiva, seppur non condivisa all'unanimità dagli studiosi, che accomuna il Satyricon al modello dell'antico romanzo ellenistico, con cui l'opera condivide diversi aspetti: l'impianto narrativo costruito su di un tortuoso viaggio che i protagonisti si trovano, giocoforza, a intraprendere, il rapporto amoroso che si instaura fra di loro e le innumerevoli disavventure che essi devono di volta in volta affrontare. Tuttavia, considerando le evidenti differenze con cui gli stessi temi del romanzo ellenistico sono trattati da Petronio, alcuni critici, per primo il filologo tedesco Richard Heinze, hanno sostenuto la tesi di un mero intento parodistico dell'autore verso questo genere ben conosciuto e popolare al tempo.

### Parodia
All'estrema varietà di generi del Satyricon si aggiunge la grande componente parodistica.
Heinze, difatti, suppose nell'ultima metà dell'Ottocento che il Satyricon fosse una sistematica parodia del romanzo ellenistico: alla coppia di sposi casti e fedeli, subentra una promiscua coppia omosessuale di infedeli cronici. In comune vi è il tema della separazione e del ricongiungimento. Questo genere parodico è strettamente legato a una tradizione presente già nella stessa letteratura greca antica e attestata nel Romanzo di Iolao, di recente ritrovamento. Il Satyricon ne modifica, però, l'ambientazione: Mediterraneo occidentale, invece del Mediterraneo orientale.
Il Satyricon è, altrettanto evidentemente, parodia dell'Odissea di Omero, romanzo di viaggio per eccellenza, da cui l'opera di Petronio riprende, infatti, il tema del viaggio, della persecuzione del dio (per Ulisse: Nettuno, per Encolpio: Priapo), del naufragio e di altri particolari minori, quali l'avventura tra Encolpio-Polieno e Circe.
Allo stesso modo, si può intravedere anche la parodia dell'Eneide di Virgilio, in particolar modo di alcuni episodi emblematici. Questo conferma l'intento parodistico rivolto a tutta la letteratura epica in generale.
A tutto ciò si sommano parodie verso molti altri generi letterari, quali l'elegia, la tragedia, ma anche i Vangeli.

## Stile

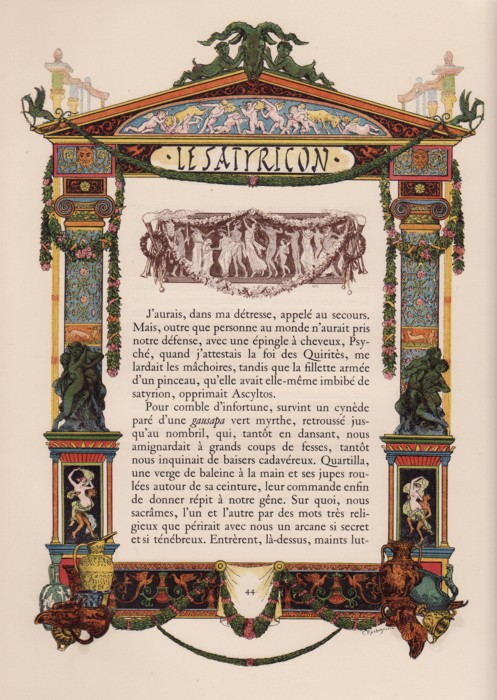
Una pagina del Satyricon nell'edizione francese illustrata da Georges-Antoine Rochegrosse (1910)

Anche per quanto riguarda lo stile possiamo parlare di pastiche, dato che l'autore si trova, nel corso di tutta l'opera, a impiegare una gran varietà di stili e registri linguistici, adoperando un latino popolare e talora sintatticamente scorretto, caratterizzato da un lessico ricco di volgarismi e da un tono generalmente "basso", quando si trova a dover rappresentare un ambiente culturalmente "umile", come nel caso dei liberti, e uno "alto" e raffinato qualora si trovi a rappresentare un personaggio colto e istruito.

### Realismo
(Petronio, Satyricon, CXXXII, 15)
Il carattere realistico del Satyricon interessa tutti i livelli descrittivi: degli ambienti, dei personaggi e del loro sistema di valori. Lo stesso Petronio dichiara apertamente la natura della tecnica narrativa da lui impiegata nel capitolo 132 dell'opera: rappresentare con linguaggio schietto e distante da moralismi tutti gli aspetti della vita quotidiana del ceto medio-basso.
L'esempio emblematico è costituito dalla Cena, dove il realismo descrittivo ha il suo culmine con la rappresentazione del comportamento, dello stile di vita e dello stesso lessico dei liberti ospiti di Trimalchione.

#### Realismo comico
Il filologo tedesco Erich Auerbach osserva, tuttavia, che il realismo descrittivo di Petronio non è da intendersi nel senso moderno di analisi criticamente fondata della società dei propri tempi. L'arte antica si atteneva, infatti, alla regola della separazione degli stili, che prevedeva una rappresentazione caricaturale e grottesca degli individui d'umile estrazione socio-economica, della loro vita e delle loro situazioni.
È per questo che Auerbach definisce la tecnica narrativa di Petronio come "realismo comico".
Questo si applica con tono ironico e divertito anche su argomenti seri e gravi, quali la morte.

#### Realismo del distacco
Il latinista Luca Canali descrive il realismo di Petronio come "realismo del distacco". Questa caratteristica si esplicherebbe nel rifiuto di un tono moraleggiante e invettivo contro la degradazione morale e culturale della società latina del tempo.

### Ritmo narrativo
(Friedrich Nietzsche, Al di là del bene e del male, 2, 28)
Il tempo del discorso, ossia il ritmo con cui viene narrata la storia, risulta spesso lento, quasi statico, e solo a tratti si ha un andamento rapido e frenetico. Un esempio eclatante è la cena di Trimalchione, che nonostante occupi un'intera notte, nel suo sviluppo dà quasi l'impressione di immobilità, pur nella notevole quantità di peripezie che si susseguono.

### Linguaggio
Il realismo descrittivo di Petronio interessa, in modo quasi unico nella letteratura classica, anche il linguaggio.
L'autore, come esposto sopra, corrisponde allo status sociale di ogni personaggio dell'opera un determinato registro linguistico. Così, il colto Eumolpo utilizza un registro alto, caratterizzato da un eloquio fortemente erudito e retorico, l'umile ma non infimo Encolpio un registro medio-basso (sermo familiaris), mentre, per ultimi, gli ospiti di Trimalchione uno ancora inferiore (sermo plebeius) a cui si somma l'uso di espressioni tipiche popolari. Per questo Petronio sa amministrare con saggezza il linguaggio e sa adoperarlo con maestria nei suoi personaggi.

## Successo

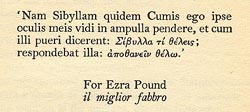
L'epigrafe che apre La terra desolata di T. S. Eliot (1922), citazione testuale della sorte della Sibilla cumana narrata da Trimalchione nel Satyricon. In basso è visibile anche la dedica del poemetto ad Ezra Pound

Il Satyricon è spesso considerato come il primo esempio di quello che sarebbe poi diventato, nel tempo, il romanzo moderno. Sebbene non esista una filiazione diretta fra il romanzo antico e il romanzo moderno, la riscoperta dei frammenti superstiti dell'opera nel Rinascimento ebbe un considerevole impatto sulla narrativa occidentale.
Il contenuto dell'opera, incentrata sull'erotismo, la promiscuità sessuale e il culto di Priapo, motiva la sua limitata trascrizione, e quindi la diffusione, specialmente in epoca cristiana. In età moderna, l'opera viene tuttavia rivalorizzata.
«La novella della Matrona di Efeso (Sat. 111–112) ebbe, oltre alla tradizione manoscritta che la univa agli excerpta, anche una circolazione a sé, separata dal resto del «romanzo» - così come accadde anche al poemetto Bellum civile (Sat. 119–124). Anzi, all’interno della fortuna tardomedievale del Satyricon (misurabile, tra l’altro, dalla presenza di passi petroniani nei Florilegia; dalla ripresa di un noto aneddoto petroniano, quello del vetro infrangibile, nel Policraticus di Giovanni di Salisbury; dal buon numero di manoscritti degli excerpta vulgaria), si può ipotizzare che sia esistita una fortuna peculiare della novella della Matrona: probabilmente almeno alcune delle riscritture della novella, possono risalire a questa tradizione indipendente.»
Il testo fu popolarizzato anche grazie all'uscita di alcuni lavori cinematografici, in particolare Fellini Satyricon). Tra le altre opere ispirate al Satyricon, il romanzo Psychedelicon di Francesco Prisco.

### Possibili legami con ilVangelo di Marco
Il filologo tedesco Erwin Preuschen avanzò delle ipotesi concernenti possibili legami fra il Vangelo di Marco e il Satyricon di Petronio, scritto fra il 64 e il 65 d.C., riferendosi in particolare all'episodio della matrona efesina.
Diverse sarebbero le analogie riscontrate: oltre all'episodio della crocifissione contenuto nella novella della matrona di Efeso, agli accenni alla resurrezione e all'eucaristia sparsi nel testo, spicca fra gli altri il legame fra l'unzione di Betania e l'unzione compiuta con un'ampolla di nardo da parte di Trimalchione, uno dei protagonisti dell'opera di Petronio. In particolare, lo strano carattere funebre che la cena di Trimalchione a un certo punto assume, rivelerebbe un intento parodistico che si inquadrerebbe nel clima persecutorio nei confronti dei cristiani, tipico degli anni di composizione del Satyricon, che sono gli stessi in cui si verifica la persecuzione di Nerone (di cui Petronio è consigliere). I punti di contatto fra il racconto evangelico e la Matrona di Efeso hanno fatto sì che nel Seicento la novella petroniana venisse rielaborata in chiave blasfema dalla cultura libertina, in Italia come in Francia. Si veda ad esempio la traduzione della Matrona di Efeso a opera di Annibale Campeggi (1593-1630).

### Trasposizioni cinematografiche
(Federico Fellini)
L'opera di Petronio fu ripresa tre volte nella cultura cinematografica.

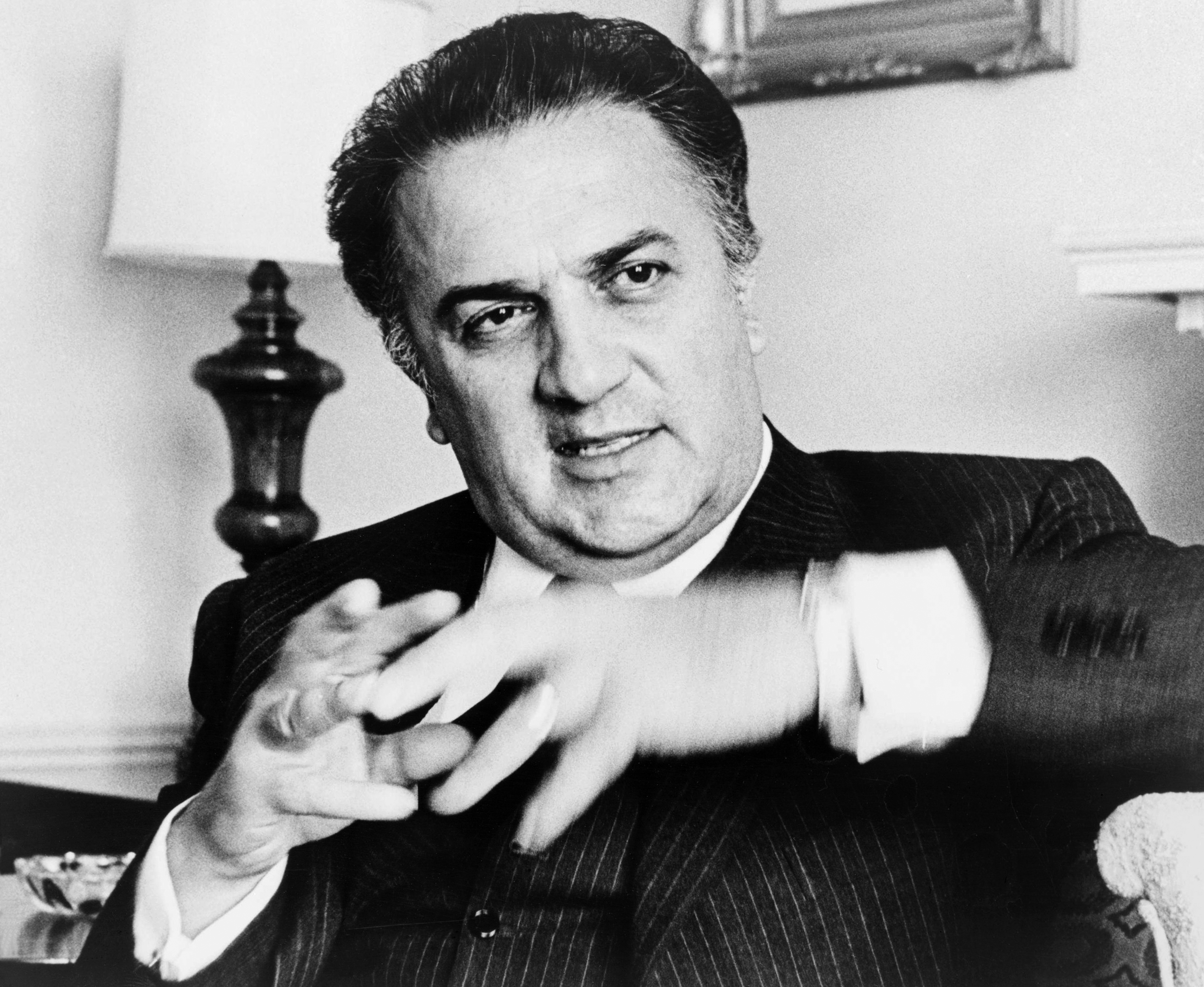
Il regista Federico Fellini

La trasposizione filmica più famosa è quella di Federico Fellini nel 1969: il Fellini Satyricon. Il film vede il cognome del regista stesso nel titolo perché è appunto una libera versione tratta dall'opera originale di Petronio. Infatti sebbene i paletti della storia di Encolpio, Ascilto e Gitone siano quelli del Satyricon originale, in questa versione cinematografica ci sono molti episodi diversi inseriti dal regista per pura invenzione assieme allo sceneggiatore Bernardino Zapponi. Le tecniche di ripresa e perfino i colori accesi e scuri dell'ambientazione romana sono particolarmente vivaci, quasi onirici. Anche il comportamento dei personaggi, specialmente dei protagonisti, è molto impudente e rozzo. Specialmente le scene di violenza e di amore sono assai vivide, tanto che il film all'epoca fu vietato ai minori di 18 anni.
Le scene aggiunte dal regista già compaiono all'inizio del film. Encolpio vede scomparso il suo giovane amante Gitone e così se la prende con l'amico Ascilto, che gli dice di aver venduto l'efebo al capocomico Vernacchio. Costui è un attore rozzo, che inscena insulsi spettacoli con un'ignorante sceneggiatura e organizzazione dei personaggi che prevede soltanto peti e plagi dai versi di Omero o Virgilio. Gitone è stato scelto come Cupido, che impersonerà anche un amante di Vernacchio, il capocomico-poeta declamatore.
Una seconda scena non presente nel Satyricon di Petronio è ambientata dopo il banchetto volgare di Trimalchione in cui Encolpio viene violentato dal capitano di una nave romana che lo cattura come schiavo. Infine costui decide addirittura di rinunciare alla propria moglie e di celebrare una cerimonia nuziale per sposare Encolpio, il quale a malincuore è costretto ad accettare. Giunge una nave nemica di quella romana e il suo capitano, intenzionato a rubare tutte le provviste, decapita il comandante.
Altre due scene importanti aggiunte nel film di Fellini sono quella in cui Encolpio scopre di essere impotente da parte di una grassa veggente nera, che comunica con il dio Priapo, simbolo della fecondità sulla Terra. L'ultima è ambientata prima in una grande magione romana dove sia il padrone che i suoi liberti se la spassano in giochi e in piaceri sessuali, poi in un'arena. Encolpio si trova costretto a fronteggiare un gladiatore nelle vesti del celebre Minotauro che cerca di ucciderlo. Di conseguenza Encolpio scoppia in lacrime e così il gladiatore, mosso da un amore improvviso per quel fanciullo, lo abbraccia e poi lo bacia passionalmente sulla labbra.
La seconda versione cinematografica dell'opera di Petronio è il Satyricon di Gian Luigi Polidoro (uscito nella stessa data di produzione del film di Fellini), con Ugo Tognazzi che impersona il rozzo Trimalchione. Anche questo film come il precedente è ambientato nella Roma di Nerone e possiede allo stesso modo notevoli modifiche. Ad esempio in questa versione i protagonisti si trovano alle prese con una magione lasciata loro in eredità da un lontano parente. Tuttavia gli elementi principali della trama del Satyricon originale sono ancora presenti nella pellicola.

Franco Franchi e Ciccio Ingrassia, protagonisti di una parodia del Satyricon: il film Satiricosissimo (1970)

L'ultima versione cinematografica del Satyricon è una parodia del film di Federico Fellini: il Satiricosissimo di Mariano Laurenti (1970). I protagonisti sono il celeberrimo duo comico Franco Franchi e Ciccio Ingrassia (Franco & Ciccio) che si trovano nella Roma del presente. Sulla Via Appia Franco e Ciccio lavorano per un noto ristorante romano che, dopo l'uscita del film di Fellini, ha cambiato gestione, mettendo in mostra un arredamento e un servizio che rievoca gli antichi costumi della Roma ai tempi di Nerone. Perfino i gestori e i camerieri del locale hanno l'obbligo di parlare latino con i clienti: perlopiù imprenditori e cafoni arricchiti che ricordano molto Trimalchione. Una sera Franco e Ciccio, in vesti di servitori, rompono una grossa brocca di vino ritenuto "risalente al 57 a.C.". Vengono cacciati a frustate e i due, finiti in un bosco, si addormentano esausti. Il giorno dopo si risvegliano in un prato con dei palazzi e dei templi che ricordano la Roma Imperiale. Infatti Franco e Ciccio sono tornati indietro nel tempo e vengono arrestati subito da due guardie che li conducono nella villa di Petronio Arbitro che li accoglie come propri schiavi. Franco, completamente ignorante, non sa come comportarsi in quell'epoca così ignota a lui, mentre Ciccio, appassionato lettore del Satyricon nella "sua" epoca, sa esattamente come muoversi in quel campo minato. Ora il compito dei due personaggi e di Petronio è quello di salvare l'imperatore Nerone da ripetute congiure che gli vengono ordite contro da Pisone e da Tigellino. Infatti Nerone crede che sua madre Agrippina sia l'origine di tutti gli attacchi che gli vengono condotti, così ordina a Petronio e ai due schiavi Franco e Ciccio di diventare i suoi "agenti segreti".

### Filmografia
- Fellini Satyricon, regia di Federico Fellini (1969)
- Satyricon, regia di Gian Luigi Polidoro (1969)
- Satiricosissimo, regia di Mariano Laurenti (1970) - parodia con Franco e Ciccio

### IlSatyriconnella musica
- Il testo della prima traccia dell'omonimo album Inneres Auge di Franco Battiato, scritto con il filosofo Manlio Sgalambro, contiene una citazione esplicita del Satyricon: "Che cosa possono le Leggi dove regna soltanto il denaro?".
- Il compositore italiano Bruno Maderna trasse nel 1973 dal romanzo di Petronio l'omonima opera lirica in un atto su libretto proprio, andata in scena solo dopo la morte del suo autore nel 1976 allo Holland Festival di Scheveningen.

## Traduzioni italiane
- Satire di Tito Petronio Arbitro, traduzione di Vincenzo Lancetti, 1806-1807. - G. Daelli, Milano, 1863; Società Editrice Partenopea, Napoli, 1908 - Milano, Sonzogno, 1914-1962.
- Le Satire di Petronio Arbitro, traduzione di Giovanni Alfredo Cesareo, Firenze, Sansoni, 1887.
  -  Il romanzo satirico, traduzione di G. A. Cesareo e Nicola Terzaghi, Firenze, Sansoni, 1950-1993.
- Satyricon, traduzione di Umberto Limentani, Genova, Formiggini, 1912; V ed., 1928. - V ed. riveduta, Bietti, Milano, 1949-1960.
- Satyricon, traduzione di Eugenio Giovannetti, Milano, Istituto Editoriale Italiano, 1930. - Milano, Garzanti, 1947.
- Il Satyricon, traduzione di Raoul Vivaldi, Roma, De Carlo, 1945.
- Satyricon, traduzione di Ugo Dettore, Milano, Bianchi-Giovini, 1943-1945.
  -  Satyricon, traduzione di Ugo Dettore, BUR, Milano, 1953. - Introduzione di Luca Canali, Premessa si Annamaria Schwizer Rindi, BUR-Rizzoli, Milano, 1981-1994; Milano, Opportunity Book, 1996.
- Satyricon, traduzione di Vincenzo Ciaffi, Collezione Classici Latini, Torino, UTET, 1951, II ed. rifatta, 1967-1983.
  -  Satyricon, traduzione di Vincenzo Ciaffi, Collezione i millenni, Torino, Einaudi, 1967.
- Satyricon, a cura di A. Marzullo e M. Bonaria, Bologna, Zanichelli, 1962.
- Satiricon, 2 voll., Introduzione e trad. di Gian Antonio Cibotto, tavole di Fabrizio Clerici, Roma, Canesi, 1963. - Roma, Newton Compton, 1972.
- Satyricon, a cura di Nino Marziano, Milano, Mursia, 1967. - note e cura di Giorgio Verdi, Mursia, 1991.
- Satyricon, traduzione di Piero Chiara, Introduzione di Federico Roncoroni, Milano, Mondadori, 1969.
- Satyricon, traduzione di Giuseppe Schito, Roma, Policrom, 1969.
- Satyricon, traduzione di Edoardo Sanguineti, Aldo Palazzi Editore, 1969, ed. fuori commercio.
  -  Edoardo Sanguineti, Il giuoco del Satyricon. Un'imitazione da Petronio, Collana Letteratura n.6, Torino, Einaudi, 1970. - col titolo "Satyricon" di Petronio, Einaudi, 1993;
- Satyricon, traduzione di Luca Canali, Milano, Bompiani, 1990.
- Satyricon, traduzione di Andrea Aragosti, BUR, Milano, Rizzoli, 1995.
- Satyricon (testo latino a fronte), trad. di Francesca Lombardi, Milano, Frassinelli, 1995.
- Satiricon (testo latino a fronte), a cura di Guido Reverdito, Milano, Garzanti Libri, 1995.
- Satyricon, a cura di Mariangela Scarsi, Firenze, Giunti, 1996.
- Satyricon, traduzione di Monica Longobardi, Con una presentazione di Cesare Segre, Siena, Barbera, 2008. - Collana Classici greci e latini, Santarcangelo di Romagna, Rusconi, 2015.